# Liste des matchs de l'équipe du FLN de football par adversaire
Cet article donne la liste des matchs de l'Équipe du Front de libération nationale par adversaire rencontré depuis sa création en 1958 jusqu'à sa disparition en 1962 selon le magazine Le Football africain de 1977, la base de données du football RSSSF et l'écrivain Michel Naït-Challal. L'équipe du FLN a beaucoup joué contre des « sélections de ville », c'est-à-dire une sélection des meilleurs joueurs d'une ville.

## Bulgarie
Voici les matchs qu'a disputés l'Équipe du FLN contre des équipes bulgares :
| Lieu                  | Match                                   | Score | Compétition  |
| Sofia, Bulgarie       | Sélection de Sofia - Équipe du FLN      | 2-1   | Match amical |
| Sofia, Bulgarie       | Sélection de Sofia - Équipe du FLN      | 4-3   | Match amical |
| Varna, Bulgarie       | Sélection de Varna - Équipe du FLN      | 0-3   | Match amical |
| Plovdiv, Bulgarie     | Sélection de Plovdiv - Équipe du FLN    | 1-1   | Match amical |
| Targovichte, Bulgarie | Sélection de Tergovitch - Équipe du FLN | 1-1   | Match amical |
| Ruse, Bulgarie        | Bulgarie - Équipe du FLN                | 1-3   | Match amical |

### Bilan
- Total de matchs disputés : 6
- Victoires des équipes bulgares : 2
- Victoires de l'équipe du FLN : 2
- Matchs nuls : 2

## Chine
Voici les matchs qu'a disputés l'Équipe du FLN contre des clubs chinois :
| Date            | Lieu             | Match                                  | Score | Compétition  |
| 18 octobre 1959 | Pékin, Chine     | Sélection de Pékin - Équipe du FLN     | 0-4   | Match amical |
| 21 octobre 1959 | Pékin, Chine     | Sélection de Pékin - Équipe du FLN     | 2-4   | Match amical |
| 25 octobre 1959 | Tianjin, Chine   | Sélection de Tianjin - Équipe du FLN   | 1-5   | Match amical |
| 31 octobre 1959 | Shanghai, Chine  | Sélection de Shanghai - Équipe du FLN  | 0-2   | Match amical |
| 5 novembre 1959 | Guangzhou, Chine | Sélection de Guangzhou - Équipe du FLN | 3-3   | Match amical |

### Bilan
- Total de matchs disputés : 5
- Victoires des équipes chinoises : 0
- Victoires de l'équipe du FLN : 4
- Matchs nuls : 1

## Hongrie
Voici les matchs qu'a disputés l'Équipe du FLN contre des équipes hongroises :
| Lieu               | Match                                  | Score | Compétition  |
| Budapest, Hongrie  | Sélection de Budapest - Équipe du FLN  | 3-5   | Match amical |
| Budapest, Hongrie  | Hongrie - Équipe du FLN                | 2-2   | Match amical |
| Györ, Hongrie      | Hongrie - Équipe du FLN                | 2-6   | Match amical |
| Tatabanya, Hongrie | Sélection de Tatabanya - Équipe du FLN | 4-4   | Match amical |

### Bilan
- Total de matchs disputés : 4
- Victoires des équipes hongroises : 0
- Victoires de l'équipe du FLN : 2
- Matchs nuls : 2

## Irak
Voici les matchs qu'a disputés l'Équipe du FLN contre des équipes irakiennes :
| Date            | Lieu               | Match                                    | Score | Compétition  |
| 25 février 1959 | Bagdad, Irak       | Irak Army - Équipe du FLN                | 0-3   | Match amical |
| 13 février 1959 | Bagdad, Irak       | Sélection de Bagdad - Équipe du FLN      | 1-10  | Match amical |
| 18 février 1959 | Souleimaniye, Irak | Sélection de Soulemaniya - Équipe du FLN | 0-9   | Match amical |
| 13 février 1959 | Mossoul, Irak      | Sélection de Mossoul - Équipe du FLN     | 1-3   | Match amical |
| 13 février 1959 | Bassora, Irak      | Sélection de Basra - Équipe du FLN       | 2-3   | Match amical |
| 19 février 1959 | Kirkouk, Irak      | Sélection de Kirkuk - Équipe du FLN      | 0-5   | Match amical |

### Bilan
- Total de matchs disputés : 6
- Victoires des clubs irakiens : 0
- Victoires de l'équipe du FLN : 6
- Matchs nuls : 0

## Jordanie
Voici les matchs qu'a disputés l'[l'Équipe du FLN contre des équipes jordaniennes :
| Lieu              | Match                              | Score | Compétition  |
| Amman, Jordanie   | Sélection d'Amman - Équipe du FLN  | 0-11  | Match amical |
| Al-Qods, Jordanie | Sélection d'Al-Qods- Équipe du FLN | 1-5   | Match amical |
| Irbid, Jordanie   | Sélection d'Irbid - Équipe du FLN  | 0-13  | Match amical |

### Bilan
- Total de matchs disputés : 3
- Victoires des équipes jordaniennes : 0
- Victoires de l'équipe du FLN : 3
- Matchs nuls : 0

## Libye
Voici les matchs qu'a disputés l'Équipe du FLN contre des clubs libyens :
| Lieu                       | Match                                | Score | Compétition  |
| Tripoli, Royaume de Libye  | Sélection de Tripoli - Équipe du FLN | 0-4   | Match amical |
| Benghazi, Royaume de Libye | Libye - Équipe du FLN                | 0-7   | Match amical |

### Bilan
- Total de matchs disputés : 2
- Victoires des équipes libyennes : 0
- Victoires de l'équipe du FLN : 2
- Matchs nuls : 0

## Maroc
Voici les matchs qu'a disputés l'Équipe du FLN contre des équipes marocaines :
| Lieu              | Match                                  | Score | Compétition  |
| Casablanca, Maroc | Maroc - Équipe du FLN                  | 2-5   | Match amical |
| Fès, Maroc        | Sélection de Fès - Équipe du FLN       | 1-1   | Match amical |
| Marrakech, Maroc  | Sélection de Marrakech - Équipe du FLN | 2-6   | Match amical |
| Oujda, Maroc      | Sélection d'Oujda - Équipe du FLN      | 0-2   | Match amical |
| Meknès, Maroc     | Sélection de Meknès - Équipe du FLN    | 2-5   | Match amical |
| Tanger, Maroc     | Sélection de Tanger - Équipe du FLN    | 0-7   | Match amical |
| Rabat, Maroc      | Sélection de Rabat - Équipe du FLN     | 0-3   | Match amical |

### Bilan
- Total de matchs disputés : 7
- Victoires des équipes marocaines : 0
- Victoires de l'équipe du FLN : 6
- Matchs nuls : 1

## Nord-Vietnam
Voici les matchs qu'a disputés l'Équipe du FLN contre des équipes nord-vietnamiennes :
| Lieu                  | Match                                 | Score | Compétition  |
| Hanoi, RD Viêt Nam    | Nord-Vietnam - Équipe du FLN          | 0-5   | Match amical |
| Haiphong, RD Viêt Nam | Sélection de Haiphong - Équipe du FLN | 0-11  | Match amical |
| Nam Định, RD Viêt Nam | Sélection de Nam Định - Équipe du FLN | 0-6   | Match amical |
| Hon Gay, RD Viêt Nam  | Sélection de Hon Gay - Équipe du FLN  | 1-5   | Match amical |

- RD Viêt Nam :  République démocratique du Viêt Nam

### Bilan
- Total de matchs disputés : 7
- Victoires des équipes nord-vietnamiennes : 0
- Victoires de l'équipe du FLN : 7
- Matchs nuls : 0

## Pologne
Voici le seul match qu'a disputé l'Équipe du FLN contre l'équipe de Pologne :
| Lieu              | Match                   | Score | Compétition  |
| Varsovie, Pologne | Pologne - Équipe du FLN | 4-4   | Match amical |

Faits marquants
- Les responsables polonais ont dans un premier temps refusé de jouer l'hymne national algérien, justifiant cela par de bonnes relations avec la France et aussi par l'interdiction de la FIFA de l'équipe du FLN, qui tenait pourtant à ce que Kassaman soit exécutée avant chacune des rencontres de son équipe. Après des discussions, les Polonais acceptent finalement de hisser le drapeau algérien et de jouer l'hymne algérien.

### Bilan
- Total de matchs disputés : 1
- Victoires de la Pologne : 0
- Victoires de l'équipe du FLN : 0
- Matchs nuls : 1

## Roumanie
Voici les matchs qu'a disputés l'Équipe du FLN contre des équipes roumaines :
| Lieu               | Match                               | Score | Compétition  |
| Bucarest, Roumanie | Roumanie - Équipe du FLN            | 0-1   | Match amical |
| Bucarest, Roumanie | Petrolul - Équipe du FLN            | 2-2   | Match amical |
| Galaţi, Roumanie   | Sélection de Galaţi - Équipe du FLN | 2-2   | Match amical |
| Oradea, Roumanie   | Sélection d'Oradea - Équipe du FLN  | 4-4   | Match amical |

Faits marquants
- Le match contre Petrolul à Bucarest s'est joué devant plus de 90 000 spectateurs dans le Stadionul Naţional.

### Bilan
- Total de matchs disputés : 4
- Victoires des équipes roumaines : : 0
- Victoires de l'équipe du FLN : 1
- Matchs nuls : 3

## Tchécoslovaquie
Voici les matchs qu'a disputés l'Équipe du FLN contre des équipes tchécoslovaques :
| Lieu                    | Match                               | Score | Compétition  |
| Prague, Tchécoslovaquie | Sélection de Prague - Équipe du FLN | 1-4   | Match amical |
| Plzeň, Tchécoslovaquie  | Sélection de Plzeň - Équipe du FLN  | 1-3   | Match amical |
| Košice, Tchécoslovaquie | Sélection de Košice - Équipe du FLN | 1-2   | Match amical |
| Kladno, Tchécoslovaquie | Sélection de Klando - Équipe du FLN | 0-6   | Match amical |

### Bilan
- Total de matchs disputés : 4
- Victoires des équipes tchécoslovaques : 0
- Victoires de l'équipe du FLN : 4
- Matchs nuls : 0

## Tunisie
Voici les matchs qu'a disputé l'Équipe du FLN contre des équipes tunisiennes :
| Date           | Lieu           | Match                   | Score | Compétition  |
| 1er mai 1958   | Tunis, Tunisie | Tunisie - Équipe du FLN | 2-9   | Match amical |
| 3 mai 1958     | Tunis, Tunisie | Tunisie - Équipe du FLN | 1-5   | Match amical |
| 3 octobre 1959 | Tunis, Tunisie | Tunisie - Équipe du FLN | 0-7   | Match amical |

### Bilan
- Total de matchs disputés : 6
- Victoires des équipes tunisiennes : 0
- Victoires de l'équipe du FLN : 6
- Matchs nuls : 0

## URSS
Voici les matchs qu'a disputés l'Équipe du Front de libération nationale algérien de football contre des équipes soviétiques :
| Lieu                        | Match                                  | Score | Compétition  |
| Léningrad, Union soviétique | Sélection de Léningrad - Équipe du FLN | 2-2   | Match amical |
| Odessa, Union soviétique    | Sélection d'Odessa - Équipe du FLN     | 3-3   | Match amical |
| Rostov, Union soviétique    | Sélection de Rostov - Équipe du FLN    | 2-1   | Match amical |
| Kharkov, Union soviétique   | Sélection de Kharkov - Équipe du FLN   | 0-2   | Match amical |
| Moscou, Union soviétique    | Union soviétique - Équipe du FLN       | 0-6   | Match amical |

### Bilan
- Total de matchs disputés : 4
- Victoires des équipes soviets : 1
- Victoires de l'équipe du FLN : 1
- Matchs nuls : 2

## Yougoslavie
Voici les matchs qu'a disputés l'Équipe du FLN contre des équipes yougoslaves :
| Lieu                      | Match                                | Score | Compétition  |
| Tuzla, RFP Yougoslavie    | Sélection de Tuzla - Équipe du FLN   | 1-3   | Match amical |
| Rijeka, RFP Yougoslavie   | Sélection de Rijeka - Équipe du FLN  | 1-4   | Match amical |
| Zagreb, RFP Yougoslavie   | Sélection de Zagreb - Équipe du FLN  | 3-0   | Match amical |
| Belgrade, RFP Yougoslavie | Yougoslavie - Équipe du FLN          | 1-6   | Match amical |
| Maribor, RFP Yougoslavie  | Sélection de Maribor - Équipe du FLN | 1-1   | Match amical |

Faits marquants
- Le match contre l'équipe de Yougoslavie de football à Belgrade s'est joué à guichets fermés, avec 80 000 spectateurs dans le Stade de l'Étoile rouge.

### Bilan
- Total de matchs disputés : 5
- Victoires des équipes yougoslaves : 1
- Victoires de l'équipe du FLN : 3
- Matchs nuls : 1